# Малый Кемчуг (левый приток Кемчуга)
Ма́лый Ке́мчуг — река в Красноярском крае России. Устье реки находится в 392 км от устья Кемчуга по левому берегу. Длина реки составляет 27 км. В 11 км от устья впадает правый приток Каменка (Сухая Каменка).

## Данные водного реестра
По данным государственного водного реестра России относится к Верхнеобскому бассейновому округу, водохозяйственный участок реки — Чулым от г. Ачинск до водомерного поста села Зырянское, речной подбассейн реки — Чулым. Речной бассейн реки — (Верхняя) Обь до впадения Иртыша.